# Charles-Louis de Beausobre
Pour les articles homonymes, voir Beausobre.
Charles-Louis de Beausobre, né le 24 mars 1690 à Dessau et mort le 10 mars 1753 à Berlin, est un homme de lettres allemand, auteur de réflexions philosophiques. 

## Biographie
Fils ainé d’Isaac de Beausobre, il se voua à la carrière pastorale, non par vocation, mais par condescendance pour les volontés de sa mère Charlotte Schwarz, aussi ne tarda-t-il pas à le regretter. Il fit ses études sous la direction de Lenfant, de Des Vignoles et de Chauvin. En 1707, il fut appelé à remplacer Balicourt dans l’église de Buchholtz. En 1715, il reçut une vocation de Hambourg, mais l’air de cette ville étant contraire à sa santé, il retourna bientôt à Berlin, où son père obtint de Frédéric-Guillaume qu’il lui fût adjoint comme collègue. Il remplit cette place surnuméraire pendant sept années, jusqu’à la mort de Lugandi, à qui il succéda en 1725.
Le roi Frédéric II de Prusse le nomma conseiller privé, et l’Académie des Sciences de Berlin l’admit dans son sein en 1751. Il avait épousé, en 1730, Madelaine de Saint-Laurens, fille d’un conseiller au Parlement d’Orange, mais il la perdit en 1744. Il ne resta qu’une fille de ce mariage.

## Ouvrages
- Thorn affligée, ou Relation de ce qui s'est passé dans cette ville depuis le 16 janvier 1724 jusqu'à présent (1726)
- Discours historiques, critiques, etc., sur les événéments les plus remarquables de l'A. et du N.T. (1720-1740)
- Le Triomphe de l'Innocence (1751)

## Sources
- Eugène Haag et Émile Haag, La France protestante ou vies des protestants français qui se sont fait un nom dans l'histoire : depuis les premiers temps de la réformation jusqu’à la reconnaissance du principe de la liberté des cultes par l'Assemblée Nationale, t. 2, Paris, Joël Cherbuliez, 1847, 516 p. (lire en ligne), p. 127-128.